# Celina (műhold)
A Celina (oroszul: Целина, jelentése: szűzföld) szovjet-orosz, illetve ukrán rádióelektronikai felderítő műhold, melynek feladata a földi rádióelektronikai berendezések (pl. radarok) elhelyezkedésének felderítése, jellemzőinek vizsgálata. Az összes Celina típusú műholdat Koszmosz jelzéssel indították. Összesen 130 indítás történt 1967–2007 között.

## Története
A műholdakat a dnyipropetrovszki Juzsnoje (OKB–586, ma: Pivdenne) tervezőirodában fejlesztették ki az 1960-as évek második felében. A fejlesztési projektet Vjacseszlav Kovtunyenko irányította. A műhold rádióelektronikai berendezéseit a CNII–108 kutatóintézet készítette.
A rádióelektronikai felderítő műholdak kifejlesztéséhez a OKB–586 tervezőiroda először az DSZ–U1 és DSZ–U2 technológiai műholdakkal szerzett tapasztalatokból kiindulva 1964–1965-ben a DSZ–K40 kísérleti műholdakkal végzett két indítást 11K63 rakétákkal (Kapusztyin Jarból silóból indítva), de mindkettő sikertelen volt. Emellett a CNII–108 részéről is voltak előzményei a projektnek. A kutatóintézet által kifejlesztett Kuszt nevű rádióelektronikai felderítő berendezést a Zenyit felderítő műholdakba építve próbálták ki.
Az előzetes tanulmányok és kísérletek alapján kidolgozott eredeti koncepció szerint a műhold két változatát fejlesztették ki párhuzamosan. A Celina–O (O – obzornij, azaz áttekintő) műhold a rádióelektronikai berendezések helyének felderítésére szolgált, míg a Celina–D (D – gyetalnij, azaz részletes) a Celina–O által lokalizált berendezés részletes vizsgálatát végezte el.
A Celina–O műhold prototípusaival 1967-től folytattak tesztindításokat Pleszeckből. A tesztek 1970-re fejeződtek be, majd a következő évben, 1971-ben a műholdat és a típust üzemképesnek nyilvánították.
1970-ben kezdődtek a Celina–D változat kísérleti indításai. A fejlesztés azonban műszaki problémák miatt csúszott (a műhold első változatai túl nehezek voltak), így az egész Celina rendszer csak 1976-ra vált használhatóvá. A Metyeor műholdakhoz hasonló pályán repülő Celina–D műholdakat Nyugaton először tévesen meteorológiai műholdként azonosították.
Az elsőként rendszerbe állt Celina–O az erőltetett fejlesztési ütem miatt azonban kiforratlan rendszer volt, a kezdeti időszakban a műhold nem bizonyult megbízhatónak. A Celina–O hiányosságait csak több évnyi továbbfejlesztéssel sikerült kiküszöbölni.
1976-tól párhuzamosan, egymást kiegészítve használták a Celina–O és a Celina–D műholdakat. Majd az 1980-as évek elején a Celina–O funkcióit is a Celina–D-be integrálták, így 1984-től már csak ezt indították.
Az 1970-es évek elején elkezdődött a Celina műhold továbbfejlesztett koncepciójának a kidolgozása. Az előzetes terveket 1974-ben hagyták jóvá, majd 1976-ban, miután elkészült a Celina–D, elkezdődhetett a modernizált Celina–2 kifejlesztése. Az új műhold, a korábbi Celina–O és Celina–D típusnál lényegesen nagyobb frekvenciatartományban végezhetett felderítést, és modernizálták a fedélzeti rendszereit is, nagyobb területet volt képes megfigyelni, valamint növelték az élettartamát. A Celina–2 műholdak indítását 1984-ben kezdték el.
A műholdak indítása a Szovjetunió felbomlása, 1991 után is folytatódott, de a gyártásuk már Oroszországon kívül, Ukrajnában folyt. Az utolsó Celina–2 műholdat 2007-ben indította Oroszország. Az Ukrajnában gyártott műholdakat ezt követően saját fejlesztésű és gyártású rádióelektronikai felderítő műholdakkal váltja fel Oroszország.
A Celina–2 műholdplatformot felhasználva hozták létre az Okean földfigyelő műholdakat, valamint ezen alapul az ukrán Szics–1 műhold is.

## Jellemzői
A műholdak rendeltetése a rádióelektronikai eszközök, főként radarok helyzetének meghatározása, a típusukra, működési jellemzőikre, aktivitásukra vonatkozó adatok gyűjtése. A berendezések rádióelektronikai aktivitás alapján a műholdak a katonai tevékenység megfigyelésére és előrejelzésére is alkalmas volt, kiegészítette a fotófelderítő műholdak által gyűjtött információkat.

### Celina–O

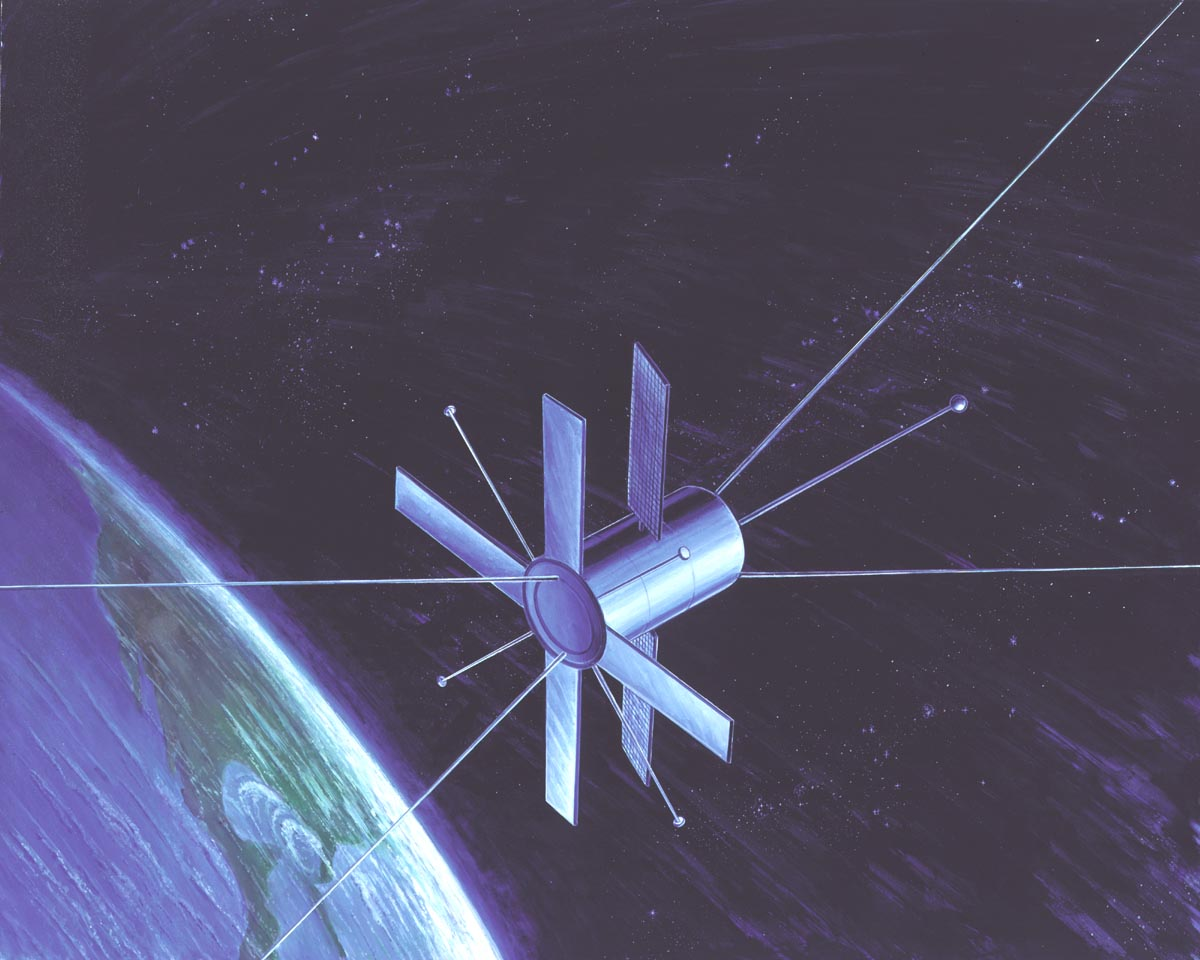
Celina-O fantáziarajza (1970)

GRAU-kódja: 11F616. A 434 kg tömegű műhold energiaellátását négy darab napelem biztosította. A műhold tervezett élettartama hat hónap volt. A műhold jellemző pályája 525 km-es magasságú, kör alakú alacsony Föld körüli pálya volt, 74°-os elhajlással. A műhold alapját két, eltérő átmérőjű hengeres műszertartály alkotta.
Teljes méretű és tömegű makettjét 1967. október 30-án indították Koszmosz–189 jelzéssel, majd 1968-tól a műhold működő példányaival folytak a tesztek. A Celina–O típus utolsó indítására 1982. március 31-én került sor Koszmosz–1345 jelzéssel. Összesen 42 darabot indítottak.
A műhold indítására a Koszmosz–3M hordozórakétát használták, az összes indítást Pleszeckből hajtották végre.
A műhold a felderítési adatokat rögzítette, majd a Szovjetunió területén lévő földi állomás körzetében a Földre továbbította.

### Celina–D
GRAU-kódja: 11F619, kódneve: Ikar. A Celina–O-nál nagyobb és nehezebb, 1750 kg tömegű műhold. Felépítése is eltér attól. Energiaellátását két napelemtábla biztosította. A műhold tervezett élettartama hat hónap volt. Jellemzően 550–600 km-es magasságú, alacsony Föld körüli pályán keringtek. A pálya inklinációja tipikusan 82° volt. Alkalmazásának első időszakában egyidejűleg hat műhold volt pályán, a pályasíkok közti 30 fokos osztással. Később az alkalmazott pályasíkok számát háromra csökkentették, de ezzel együtt a négy darab magasabb pályán keringő Celina–2 műhold is rendelkezésre állt.
A Celina–O-nál nehezebb Celina–D műholdak indítására nem volt alkalmas a Koszmosz–3M, ezért helyette kezdetben a Vosztok–2M hordozórakétát használták. 1981-től a műhold egyes példányait már a Ciklon–3 hordozórakétával állították pályára, majd 1983 áprilisától már csak kizárólag a Ciklon–3-t használták a Celina–D indításához. Az összes Celina–D-indítást Pleszeckből hajtották végre.
Az első Celina–D típusú műholdat 1970. december 18-án indították Koszmosz–389 jelzéssel. A Celina–D utolsó sikeres indítását 1992. december 25-én hajtották végre Koszmosz–2228 jelzéssel. 1994. május 25-én történt egy sikertelen indítási kísérlet. Ezt követően már csak a Celina–2 műholdakat indították.
Összesen 77 indítás történt.

### Celina–R
GRAU-kódja: 11F619M. A Celina–D továbbfejlesztett változata. Paramétereiben és jellemzőiben megegyezik a Celine–D-vel, de továbbfejlesztett, modernizált és csökkentett tömegű berendezésekkel látták el. Csak négy példányt indítottak ebből a változatból 1986–1993 között: Koszmosz–1805, 2058, 2151 és 2242 jelzéssel.

### Celina–2
GRAU-kódja: 11F644. A Celina–D-n alapul, annál majdnem kétszer nehezebb. A platform konstrukciója lényegében azonos a Celina–D-ével. Teljes tömege 3200 kg. Energiaellátását két napelemtábla biztosítja. Ezek teljesítménye indításkor 350 W, a műhold élettartama végén 315 W körüli volt. A műholdak tervezett élettartama egy év. A műhold háromtengelyesen stabilizált, hossztengelye gravitációs szenzor segítségével a Föld középpontja felé orientált. A műszertartály nyomás alatti.
Az indítására szánt Zenyit–2 hordozórakéta fejlesztésének csúszása miatt az első két Celnia–2 műholdat DM–2-es végfokozattal felszerelt Proton–K hordozórakétával indították, a többit már Zenyit–2-vel. Az első indítására 1984. szeptember 28-án került sor Koszmosz–1603 jelzéssel. A típus utolsó indítását 2007. június 26-án hajtották végre Koszmosz–2428 jelzéssel. Összesen 25 darabot indítottak, egy indítás volt sikertelen. Mindegyiket a Bajkonuri űrrepülőtérről végezték.
Pályája jellemzően 850 km-es magasságú, kör alakú alacsony Föld körüli pálya, a pályasík inklinációja többnyire 71° körüli. Egyidejűleg négy műhold volt pályán. Ezeket az alacsonyabb pályán keringő Celina–D műholdak egészítették ki.
A felderítési adatokat az elődtípusoktól eltérően geostacionárius pályán keringő távközlési műholdakon keresztül, valós időben juttatja el a földi állomásra.